# George Dempsey (basket-ball)
Pour les articles homonymes, voir George Dempsey.
George Dempsey, né le 19 juillet 1929 à Philadelphie (Pennsylvanie) et mort le 7 octobre 2017, est un joueur américain de basket-ball évoluant au poste de meneur.

## Palmarès
- Champion NBA 1956